# Maeve Binchy

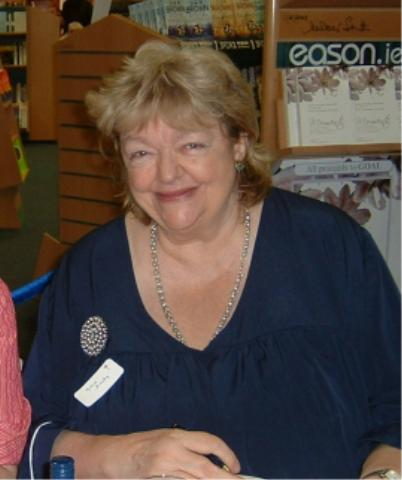
Maeve Binchy (2006)

Maeve Binchy (* 28. Mai 1939 in Dalkey im heutigen County Dún Laoghaire-Rathdown; † 30. Juli 2012 in Dublin) war eine irische Schriftstellerin und Kolumnistin der Zeitung „The Irish Times“.

## Leben
Binchy studierte am University College in Dublin und arbeitete anschließend als Lehrerin, bevor sie schließlich Kolumnistin bei der Irish Times und später Schriftstellerin wurde.
Ihre Romane sind häufig in Irland angesiedelt und schildern die Spannungen zwischen städtischem und ländlichem Leben, die Gegensätze zwischen England und Irland sowie die dramatischen Veränderungen, die ihr Heimatland seit dem Zweiten Weltkrieg durchlief.
In Großbritannien und den USA zählt Binchy zu den Bestseller-Autorinnen. Ihre Bücher verkauften sich bislang über 40 Millionen Mal.
Binchy lebte lange Zeit mit ihrem Mann, dem Kinderbuchautor Gordon Snell, in Dublin und London, kehrte dann aber nach Dalkey zurück.
In Anerkennung ihres Lebenswerks wurde Binchy im Rahmen des Irish Book Award 2010 mit dem Lifetime Achievement Award ausgezeichnet; einen weiteren Irish Book Award erhielt sie 2012 postum für A Week in Winter.
Maeve Binchy starb am 30. Juli 2012 nach kurzer Krankheit im Alter von 73 Jahren in Dublin.

## Werke
- 1978 Central Line und 1980 Victoria Line
  - Die Strassen von London, dt. von Robert A. Weiss; Droemer Knaur, München 1997, ISBN 3-426-60236-9. (Zusammengefasst in einem Buch)
- 1982 Light A Penny Candle
  - Irische Freundschaften, dt. von Christine Strüh; Droemer Knaur, München 1995, ISBN 3-426-60225-3.
- 1984 The Lilac Bus
  - Jeden Freitagabend, dt. von Petra Hrabak und Robert Weiss; Droemer Knaur, München 1996, ISBN 3-426-60229-6.
- 1982 Dublin 4
  - Das Herz von Dublin: Neue Geschichten aus Irland, dt. von Christa Prummer-Lehmair und Sonja Schuhmacher; Droemer, München 2002, ISBN 3-426-19519-4.
- 1985 Echoes
  - Echo vergangener Tage, dt. von Christa Prummer-Lehmair; Droemer Knaur, München 1995, ISBN 3-426-60228-8.
- 1987 Firefly Summer
  - Sommerleuchten, dt. von Ursula Wulfekamp und Heinz Tophinke; Bertelsmann-Club, Rheda-Wiedenbrück 1996.
- 1988 Silver Wedding
  - Silberhochzeit, dt. von Monika Wallner und Sonja Schuhmacher; Droemer Knaur, München 1995, ISBN 3-426-60227-X.
- 1990 Circle of Friends
  - Im Kreis der Freunde, dt. von Christine Strüh und Robert Weiss; Droemer Knaur, München 1995, ISBN 3-426-60226-1.
- 1992 The Copper Beech
  - Unter der Blutbuche, dt. von Katharina Foers; Droemer Knaur, München 1994, ISBN 3-426-60224-5.
- 1994 The Glass Lake
  - Der grüne See, dt. von Christa Prummer-Lehmair; Droemer Knaur, München 1996, ISBN 3-426-19387-6.
- 1996 This Year it Will Be Different and Other Stories
  - Miss Martins grösster Wunsch und andere Weihnachtsgeschichten, dt. von Gerlinde Schermer-Rauwolf und Robert A. Weiss; Droemer Knaur, München 1996, ISBN 3-426-60535-X.
- 1996 Evening Class
  - Die irische Signora, dt. von Christa Prummer-Lehmair; Droemer Knaur, München 1997, ISBN 3-426-19401-5.
- 1998 The Return Journey
  - Rückkehr nach Irland, dt. von Christa Prummer-Lehmair; Droemer Knaur, München 1998, ISBN 3-426-19502-X.
- 1998 Tara Road
  - Ein Haus in Irland, dt. von Christa Prummer-Lehmair; Droemer, München 1999, ISBN 3-426-19501-1.
- 2000 Scarlet Feather
  - Cathys Traum, dt. von Gabriela Schönberger; Droemer, München 2001, ISBN 3-426-19532-1.
- 2000 Dermot Bolger (Hrsg.): Ladies Night at Finbar´s Hotel (Mitwirkende)
  - Ladies Night in Finbars Hotel, dt. von Marion Balkenhol et al.; Fischer-Taschenbuch-Verlag, Frankfurt am Main 2003, ISBN 3-596-15817-6.
- 2002 Quentins
  - Wiedersehen bei Brenda, dt. von Gabriela Schönberger; Droemer, München 2003, ISBN 3-426-19533-X.
- 2002 Irish girls about town (Mitwirkende)
  - Carissima. In Zu mir oder zu dir? Frauengeschichten aus Irland. Goldmann, München 2002, ISBN 3-442-35808-6.
- 2004 Nights of Rain and Stars
  - Insel der Sterne, dt. von Gabriela Schönberger; Knaur, München 2005, ISBN 3-426-66181-0.
- 2006 Whitethorn Woods
  - Straße ins Glück, dt. von Gabriela Schönberger; Knaur, München 2008, ISBN 978-3-426-66269-4.
- 2008 Heart and Soul
  - Wege des Herzens, dt. von Gabriela Schönberger; Knaur, München 2010, ISBN 978-3-426-66386-8.
- 2010 Minding Frankie
  - Herzenskinder, dt. von Gabriela Schönberger; Knaur, München 2012, ISBN 978-3-426-65270-1.
- 2012 A Week in Winter
  - Ein Cottage am Meer, dt. von Gabriela Schönberger; Knaur, München 2014, ISBN 978-3-426-65343-2.
- 2014 Chestnut Street
  - Zeit der Kastanienblüte, dt. von Gabriela Schönberger; Knaur, München 2015, ISBN 978-3-426-65356-2.
- 2015 A Few of the Girls
  - Irische Sehnsucht: Erzählungen von der grünen Insel, dt. von Gabriela Schönberger; Knaur, München 2018, ISBN 978-3-426-65414-9.
  - Irische Hoffnung: Erzählungen von der grünen Insel, dt. von Gabriela Schönberger; Knaur, München 2020, ISBN 978-3-426-22666-7.

## Verfilmungen
- 1995: Circle of Friends – Im Kreis der Freunde (Circle of Friends)
- 2005: Ein Haus in Irland (Tara Road)